# Friedrich Wetter
Friedrich Wetter (Landau, Renània-Palatinat, 20 de febrer de 1928), és el cardenal arquebisbe emèrit de l'Arquebisbat de Múnic i Freising, a Alemanya. La seva renúncia al càrrec d'arquebisbe va ser acceptada el 2 de febrer de 2007 pel Papa Benet XVI, que va ser el predecessor immediat del cardenal Wetter en aquest lloc abans de ser nomenat prefecte per a la Congregació de la Doctrina de la Fe pel Papa Joan Pau II.

## Primers anys i ordenació sacerdotal
Nascut a Landau (Renània-Palatinat), va estudiar teologia en aquesta mateixa ciutat i des de 1948 a 1956, a la Universitat Gregoriana a Roma, on va obtenir el doctorat en teologia. En 1953, va ser ordenat sacerdot a Roma.
Després d'haver estat capellà durant dos anys (1956-1958) a Espira, va ensenyar al seminari de la mateixa ciutat per dos anys (1958-1960), i va ser vicari parroquial durant un any a Glanmünchweiler. Va ser professor de Teologia Fonamental a la Eichstätt durant cinc anys (1962-1967) i professor de Teologia Dogmàtica a la Universitat Johannes Gutenberg de Magúncia en 1967, càrrec que va ocupar durant només un any abans de ser nomenat Bisbe d'Espira el 1968.

## Cardenal
Va ser nomenat cardenal pel papa Joan Pau II el 1985, amb el títol de cardenal prevere de Santo Stefano al Monte Celio. Va ser un dels cardenals electors que van participar en el conclave de 2005 en què va sortir elegit Papa Benet XVI.
El 2 de febrer de 2007 el papa Benet XVI va acceptar la seva renúncia, d'acord amb el cànon 354 del Codi de Dret Canònic (per motius d'edat). El 30 de novembre de 2007, Reinhard Marx, llavors Bisbe de Trèveris va ser nomenat successor de Wetter.